# Tchibo Holding
Tchibo è una catena tedesca di negozi di caffè/bar, ma è meglio conosciuta per le sue offerte settimanali. Solitamente si tratta di abbigliamento, oggetti per la casa, elettronica e piccoli elettrodomestici. Lo slogan tedesco di Tchibo è Jede Woche eine neue Welt (Ogni settimana un mondo nuovo).
Recentemente Tchibo ha esteso la sua offerta di prodotti, vendendo servizi come telefonia mobile, viaggi, assicurazioni ed elettricità "verde". Con oltre 1000 negozi, Tchibo è una delle più grandi catene di caffetterie. La compagnia ha la sua sede principale ad Amburgo.
Il suo caffè è venduto anche nei supermercati di Romania, Ungheria, Ucraina, Russia, Repubblica Ceca, Slovacchia, Turchia e Polonia e in alcuni punti vendita Coop in Svizzera.

## Storia

### Inizi

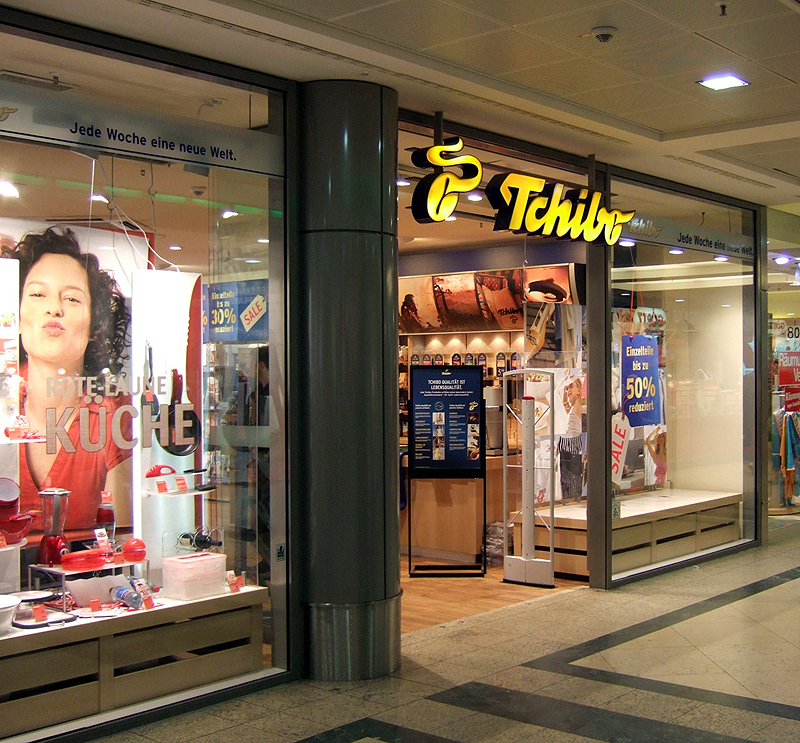
Negozio in Darmstadt

Tchibo fu fondata nel 1949 ad Amburgo da Carl Tchilling-Hiryan e Max Herz e mantiene tuttora il proprio quartier generale a nord della città. Il nome Tchibo è l'abbreviazione di Tchilling e Bohnen (chicchi di caffè). Nei primi anni Tchibo si concentra sulla vendita per posta di caffè tostato, prodotti nella torrefazione di proprietà della compagnia nel quartiere Hoheluft di Amburgo.
Negli anni 90 Tchibo inizia la propria espansione al di fuori della Germania, aprendo negozi in Svizzera, Austria, Gran Bretagna, Paesi Bassi, Polonia, Repubblica Ceca e Turchia.

### Riorganizzazione
Il concetto del nuovo orientamento della compagnia venne presentato ai propri dipendenti durante un meeting avvenuto il 7 dicembre del 2007. Il nome "Stärken stärken 2010" ("Rinforzare le forze 2010") esprime che tutti i cambiamenti inclusi nel programma porteranno, nel 2010, ad un punto in cui la compagnia avrà riacquistato la propria forza.

### Acquisto di una torrefazione di caffè in Italia
A gennaio 2022 l'azienda tedesca acquista la torrefazione Caffè Molinari, di Modena.